# Laura Gallego García
Œuvres principales
- Finis Mundi (1999)
- La légende du roi errant (2002)
- Chroniques de la tour (Tétralogie, 2000 à 2004)
- Le collectionneur d'horloges extraordinaires (2004)
- Idhun (Trilogie, 2004 à 2006)
- Sara y las Goleadoras (es) (Saga de 6 tomes, 2009 - 2010)
- Todas las hadas del reino (es) (2015)
- Guardianes de la Ciudadela (es) (Trilogie, 2018 - 2019)

Laura Gallego García, née le 11 octobre 1977 à Quart de Poblet (Valence, Espagne), est une écrivaine espagnole de littérature d'enfance et de jeunesse, spécialisée dans le genre fantastique. 

## Biographie
Laura Gallego García naît à Quart de Poblet (Valence, Espagne) le 11 octobre 1977.
À l’âge de 11 ans, elle commence à écrire Zodiaccía, un monde différent. Il lui a fallu trois ans pour le terminer et même s’il n’a jamais été publié, elle a une affection particulière pour cette histoire. À partir de ce moment elle a su qu’elle voulait devenir écrivain et pendant des années elle a envoyé ses écrits à plusieurs concours littéraires.
À 21 ans, après avoir passé son baccalauréat, elle décide d´étudier la philologie hispanique à l'Université de Valence. Elle continue d´envoyer ses textes à des éditeurs et des concours mais ne publie rien jusqu´à l´écriture de Finis Mundi, sa première publication. Avant cela, elle a écrit 13 livres mais aucun d´entre eux ne vit le jour. En 1999, après plusieurs années de participation, Laura remporte le Prix Barco de Vapor, remis chaque année par la maison d´édition SM, grâce à Finis Mundi.
Le roman Finis Mundi est suivi d´autres œuvres telles que Mandrágora (éditions Pearson Alhambra), ou la tétralogie Crónicas de la Torre. Bien qu’elle soit principalement connue pour ses romans destinés à la jeunesse, elle a également publié des livres pour enfants.
En 2002, elle gagne de nouveau ce concours, cette fois pour le roman La leyenda del rey errante. Elle a également travaillé avec la maison d’édition SM pour d’autres publications telles que : El coleccionista de relojes extraordinarios, la trilogie  Memorias de Idhún, Donde los árboles cantan, Dos velas para el diablo, la saga Crónicas de la Torre et Las hijas de Tara, cette dernière publiée dans la collection « Gran Angular ».
En 2004, elle commence à publier sa deuxième trilogie, Memorias de Idhún (I: La Resistencia, II: Tríada, III: Panteón) à laquelle elle doit son plus grand succès jusqu´à maintenant, avec plus de 750 000 exemplaires vendus.
Elle fonde la revue universitaire trimestrielle Náyade, dont elle sera la codirectrice de 1997 à 2010. 
Par la suite, elle publie plusieurs livres indépendants, la majorité de genre fantastique, en plus de la deuxième partie de Alas de fuego, intitulée Alas negras. Elle s’essaie à la littérature réaliste avec la série « Sara y las goleadoras », qui comprend des titres tels que : Creando equipo, Las chicas somos guerreras, Goleadoras en la liga, El fútbol y el amor son incompatibles, Las Goleadoras no se rinden et El último gol. Son roman Donde los árboles cantan, publié en octobre 2011, remporte le Prix National de Littérature pour Enfants et Adolescents en 2012. Son parcours est également récompensé par le Prix Cervantes Chico. Cette même année, elle se remet à la littérature pour enfants avec Mago por casualidad.
En mars 2017, elle publie Por una rosa, livre composé de trois histoires écrites par trois auteurs différents : Laura Gallego, Javier Ruescas et Benito Taibo. Il s’agit de trois histoires inspirées de l’univers du conte classique « La belle et la bête ».

## Livres
Ses œuvres sont traduites dans de nombreuses langues : roumain, français, polonais, finnois, suédois, norvégien, danois, hongrois, anglais, italien, allemand, portugais, valencien, espagnol, coréen et chinois.

### Sagas

#### Les Chroniques de la tour
- La Vallée des loups, Baam !, 2008 ((es) El Valle de los Lobos, 2000)
- La Malédiction du maître, Baam !, 2008 ((es) La maldición del Maestro, 2002)
- L'Appel des morts, Baam !, 2008 ((es) La llamada de los muertos, 2003)
- L'Elfe Fenris, Baam !, 2009 ((es) Fenris, el elfo, 2004)

Les Chroniques de la tour constituent une trilogie (L'Elfe Fenris étant une préquelle à la série) qui mêle habilement magie, suspense, aventures, sentiments et fantastique : Dana, l’héroïne, a 10 ans lorsque le Maître de la tour l’arrache à ses parents pour en faire une grande magicienne. Accompagnée de Kai, un jeune garçon qu’elle seule peut voir, elle va alors découvrir un tout nouvel univers, peuplé d’elfes et de nains… La Tour, au fur et à mesure des tomes, sera le centre de nombreux affrontements et aventures.

#### Idhun
- La Résistance, Bayard, 2010 ((es) La Resistencia, 2004)
- La Triade, Bayard, 2012 ((es) Tríada, 2005)
- (es) Panteón, 2006

#### Sara y las goleadoras
- (es) Creando Equipo, 2009
- (es) Las chicas somos guerreras, 2009
- (es) Goleadoras en la liga, 2009
- (es) El fútbol y el amor son incompatibles, 2010
- (es) Las goleadoras no se rinden, 2010
- (es) El último gol, 2010

#### Camelia
- (es) Todas las hadas del reino, 2015
- (es) Todos los hombres del rey, 2024

#### Ailes de feu
- Ailes de feu, Baam !, 2011 ((es) Alas de fuego, 2004)
- Ailes noires, Baam !, 2012 ((es) Alas negras, 2009)

#### Guardianes de la Ciudadela
- (es) El Bestiario de Axlin, 2018
- (es) El secreto de Xein, 2018
- (es) La misión de Rox, 2019

### Romans individuels
- (es) Finis Mundi, 1999Prix Barco de Vapor 1999
- (es) El cartero de los sueños, 2001
- (es) Retorno a la Isla Blanca, 2001

- (es) Las hijas de Tara, 2002

- La Légende du roi errant, La Joie de lire ((es) La leyenda del rey errante, 2002)Prix Barco de Vapor 2001

- (es) Mandrágora, 2003
- (es) ¿Dónde está Alba?, 2003
- Le Collectionneur d’horloges extraordinaires, Éditions du Seuil, 2005 ((es) El coleccionista de relojes extraordinarios, 2004)
- La Fille de la nuit, J'ai lu, 2013 ((es) La hija de la noche, 2004)
- (es) Max ya no hace reír, 2004
- (es) Alba tiene una amiga muy especial, 2004
- (es) El fantasma en apuros, 2005
- L'Impératrice des éthérés, Baam !, 2010 ((es) La emperatriz de los Etéreos, 2007)
- Deux cierges pour le diable, Baam !, 2009 ((es) Dos velas para el diablo, 2008)
- (es) Donde los árboles cantan, 2011
- (es) Mago por casualidad, 2012
- (es) El libro de los portales, 2013
- (es) Enciclopedia de Idhún, 2014
- (es) Héroes por casualidad, 2015
- (es) Omnia : todo lo que puedas soñar, 2016
- (es) Cuando me veas, 2017
- (es) Por una rosa, 2017
- (es) Omnia. Todo lo que puedas soñar, 2018
- (es) El ciclo del eterno emperador, 2021
- (es) Stravagantia, 2022

## Récompenses
La récompense la plus importante qu'a reçue l’écrivain est le Prix National de Littérature pour Enfants et Adolescents en 2012, pour son œuvre de genre épique-fantastique Donde los árboles cantan. Le prix,  accompagné d’une récompense de 20 000 euros, a été remis par le Ministère de l’Education, de la Culture et des Sports, faisant de son œuvre le meilleur livre de littérature pour enfants ou adolescents publié en 2011 dans toutes les langues officielles parlées en Espagne.
De plus, en 2011, la mairie d´Alcalá de Henares et l´Association Libreros y Papeleros lui accorde le Prix Cervantes Chico de littérature jeunesse.
En 2002, elle remporte le Prix de littérature pour enfants El Barco de Vapor pour son œuvre La Leyenda del Rrey Errante et en 1999 pour Finis Mundi.

## Traductions
Quelques-uns de ses romans ont déjà été traduits dans plusieurs langues : roumain, français, polonais, finlandais, suédois, norvégien, danois, hongrois, anglais, allemand, portugais, catalan, coréen et chinois.
En France, ce sont les éditions du Seuil qui publient pour la première fois Laura Gallego García en 2005 avec Le Collectionneur d’horloges extraordinaires, traduit par Faustina Fiore. La même année, les éditions La Joie de lire publient le conte La Légende du roi errant.
En 2008 et 2009, les Éditions Baam ! ont publié la série Les Chroniques de la tour, traduite par Faustina Fiore. Dans la même collection sont ensuite parus Deux cierges pour le diable en juin 2009, l'une de ses plus belles œuvres, L'Impératrice des Éthérés en février 2010, Ailes de feu en août 2011 et Ailes noires en avril 2012.

## Œuvres non publiées et projets
Laura Gallego García précise sur son site officiel qu’avant de publier Finis Mundi elle a écrit d’autres histoires, jamais publiées. Actuellement, quelques-unes sont en libre téléchargement sur son site officiel, telles que Zodiaccía, un mundo diferente ou encore El Desafío de Zhur.
On y retrouve également de nombreuses informations sur ses projets et son actualité.